# Janowice (województwo dolnośląskie)
Janowice (niem. Klein Jänowitz) – wieś w Polsce położona w województwie dolnośląskim, w powiecie legnickim, w gminie Ruja.

## Podział administracyjny
W latach 1975–1998 miejscowość administracyjnie należała do województwa legnickiego.

## Zabytki
Do wojewódzkiego rejestru zabytków wpisany jest:
- zespół pałacowy z drugiej połowy XIX w., przebudowany w XX w.
  - pałac
  - park